# Den usynlige stemme
Den usynlige stemme er en dansk kortfilm fra 1997, der er instrueret af Pernille Rose Grønkjær.

## Handling
Heidi er en usynlig stemme i røret : Hun er hjælpsom, venlig, smilende og flink, men hvem er hun egentlig? Hverdagen fremstilles som ensom, ensformig og nattemørk, men alligevel gemmer der sig altså noget andet og mere under overfladen.